# Nagorno-Karabach-kriget
Nagorno-Karabach-kriget var ett krig som ägde rum mellan 1988 och 1994 i den armeniska enklaven Nagorno-Karabach i sydvästra Azerbajdzjan. Det var en konflikt om de etniska armeniernas självbestämmande i Nagorno-Karabach. År 1988 förklarade det nybildade parlamentet i enklaven att man ville bli en del av Armenien. Beslutet fördömdes av den azerbajdzjanska befolkningen i området och en folkomröstning hölls, där majoriteten röstade för självständighet. Detta ledde till ökat våld mellan de etniska grupperna i regionen. 

## Bakgrund
När Azerbajdzjan blev självständigt, i samband med att Sovjetunionen upplöstes, förklarade man att man ville att Nagorno-Karabach fortsätt skulle tillhöra Azerbajdzjan. Detta ledde till krigsutbrottet under vintern 1991. Under våren 1992 ockuperade Armenien den så kallade Lachinekorridoren (det landområde som ligger mellan Nagorno-Karabach och Armenien). Azerbajdzjan led relativt stora förluster i människoliv. Män från 16-år, helt utan militär erfarenhet, tvingades att tjänstgöra i militären. Man lyckades inte att med internationell hjälp lösa konflikten på ett sätt som båda parterna accepterade. När armeniska styrkor erövrade landområden längs gränsen mellan Azerbajdzjan och Iran genomförde Iran en varnande mobilisering. Trots möjliga risker blev kriget aldrig en större regional konflikt, då inget land ingrep på uppdrag av endera parten mot den andra. I slutet av 1994 kontrollerade Armenien nästan hela enklaven och 9 procent av Azerbajdzjans territorium. Mot slutet av kriget blev  det uppror i Azerbajdzjan mot president Abülfaz Elçibay och Azerbajdzjan skickade fler trupper för att delta i striderna. Ofta ledde detta till att Armenien hade möjlighet att erövra hela städer utan att behöva skjuta ett enda skott. När Azerbajdzjans president till slut störtades gick den nya regimen med på att förhandla fram en vapenvila.
Ryssland hjälpte till att förhandla fram en vapenvila i maj 1994 och sedan dess har det pågått fredsförhandlingar som ej gett resultat. Azerbajdzjans hot om att återerövra enklaven samt skärmytslingar längs fronten har bidragit till att konflikten har en potentiell risk att bli en större regional konflikt. År 2010 uppstod det flera mindre gränsintermezzon mellan parterna och under 2016 lyckades Azerbajdzjan flytta fram sina positioner i regionen.

## Konflikten 2020
Den 27 september 2020 bröt konflikten ut igen (Andra Nagorno-Karabach-kriget) vilket är ett fortsättningskrig mellan samma parter. Striderna räknas som de största sedan 2016. Armenien har anklagat Turkiet för inblandning i konflikten genom att ha skickat 4 000 soldater till Azerbajdzjan. FN-experter framför att de har fått många rapporter om att Azerbajdzjan med hjälp av Turkiet rekryterat legosoldater som stridit i det syriska inbördeskriget för strid i området. Den 6 november 2020 avancerade azerbajdzjanska styrkor till en ny ståndpunkt som var cirka tre - fyra kilometer från Sjusja. Den 8 november 2020 meddelade Azerbajdzjan att de hade intagit staden. Armenien däremot hävdade motsatsen. Måndagen den 9 november 2020 medgav de styrande i Nagorno-Karabach att deras näst största stad Sjusja hade intagits av azeriska styrkor. Ett eldupphöravtal skrevs på och trädde i kraft efter midnatt natten mot tisdagen den 10 november 2020. En rysk fredsbevarande styrka på 1 960 personer har upprättat en korridor mellan Armenien och Nagorno-Karabach uppger ryska försvarsdepartementet. Turkiet ska också delta i det fredsbevarande uppdraget enligt Azerbajdzjans president Ilham Aliyev, något som förnekas av Armenien. Avtalet innebär att Armenien drar sig ur de viktiga buffertzonerna som finns mellan Nagorno-Karabach och Armenien. Detta innebär också att den självutropade republiken (kallad Artsach av armenierna) skulle ha blivit en isolerad ö om inte en, av ryssarna bevakad korridor hade upprättats till Armenien. Avtalet innebär att Azerbajdzjan får tillbaka merparten av de områden som landet förlorade till armenierna på 1990-talet. Sedan stridigheterna inleddes 2020 uppskattas omkring 5000 soldater på vardera sida ha blivit dödade. Efter kriget har azeriska soldater åtalats för att ha halshuggit civila och skändat gravar 